# Jukolan viesti
Lo Jukolan viesti (conosciuto anche come Jukolakavlen in svedese e Jukola relay in inglese) è una gara annuale d'orientamento a staffetta, organizzata in Finlandia dal 1949. La gara si svolge sempre il terzo sabato di giugno in diverse zone del Paese. Il punto più a nord è stato a 50 km a nord del Circolo polare artico.
Nello Jukolan viesti maschile (per sette frazionisti), le distanze dei percorsi variano da 7 a 15 km. Il tempo di percorrenza è di circa 11 ore, e così corridori devono indossare fari luminosi a seconda del luogo geografico di percorso (nord o sud della Finlandia) e delle condizioni meteorologiche. Il team vincente attraversa il traguardo di domenica mattina, circa 6 o 7 del mattino, e le ultime squadre arrivano poco prima della fine alle 2 del pomeriggio.
In quello femminile invece c'è una singola gara con un inizio comune (così nel 1951) e poi si è trasformata in una gara a staffetta con quattro frazioniste nel 1978. Le manifestazione femminile nota come il Venlan viesti, fa gareggiare le atlete durante il giorno di sabato pomeriggio.
Nel 2005 lo Jukolan viesti ha attratto oltre 1300 gruppi e il Venla viesti oltre 800. Hanno preso parte squadre da 25 paesi.
Il nome deriva dal classico libro finlandese Sette fratelli.
L'associazione Kaukametsäläiset è la fondatrice del Jukolan viesti ed è anche la proprietaria dei diritti dell'evento di Jukola.
Dal 1986, uno Jukolan viesti per i giovani è stato organizzato separatamente nel mese di agosto di ogni anno.

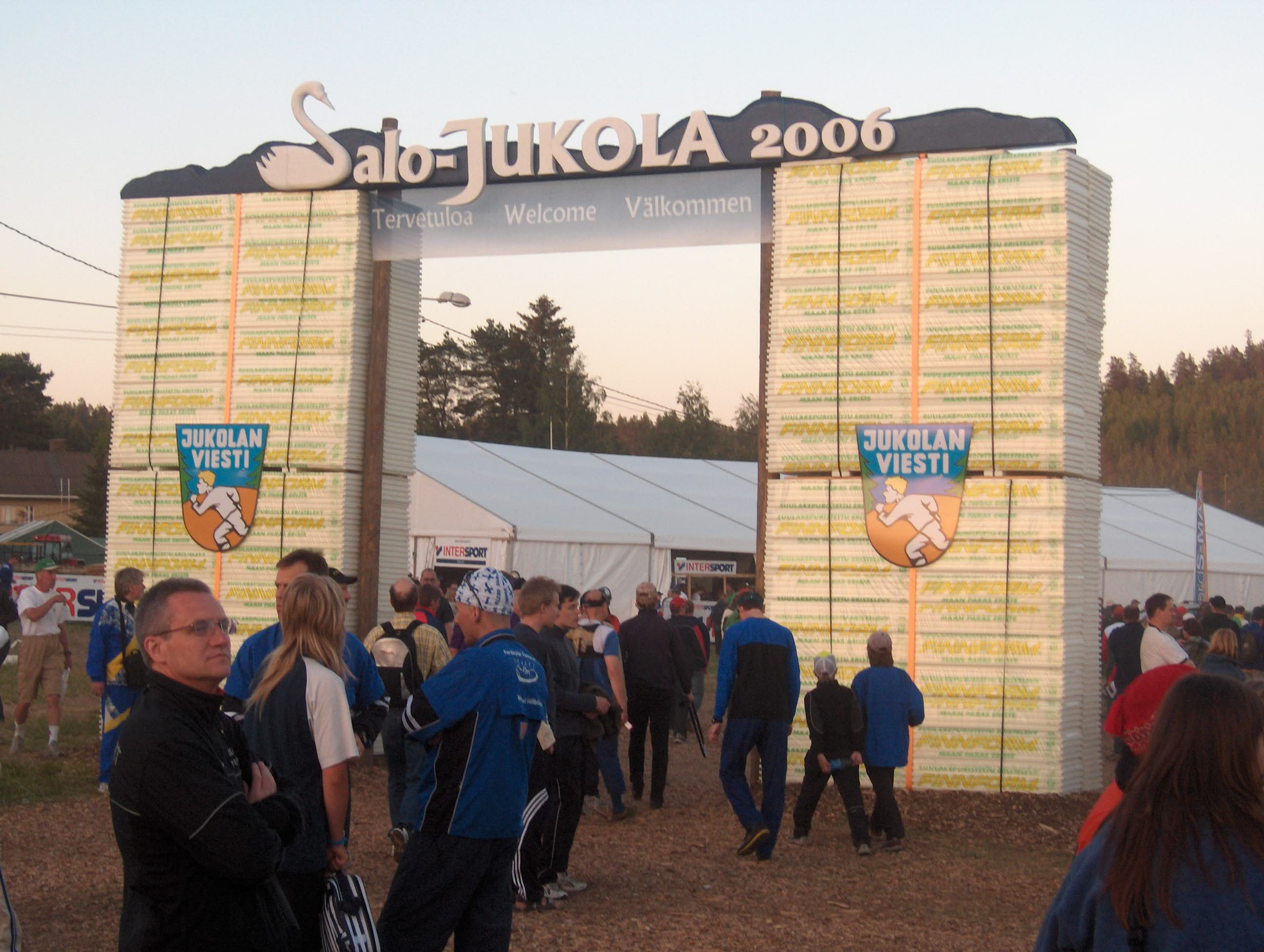
Entrata del Salo-Jukola

## Storia dello Jukola
| Anno | Località                                                |
| ---- | ------------------------------------------------------- |
| 1949 | koło Helsinek                                           |
| 1950 | Nurmijärvi-Vantaa                                       |
| 1951 | Hollola, Hollolas lotnisko                              |
| 1952 | Hämeenlinna, Miemala                                    |
| 1953 | Valkeala, Savero/Utti                                   |
| 1954 | Lahti, Arkiomaa                                         |
| 1955 | Kangasala, Säynäjärvi                                   |
| 1956 | Riihimäki, Paalijärvi                                   |
| 1957 | Virolahti, Ravijoki                                     |
| 1958 | Karkkila, Vuotinainen                                   |
| 1959 | Vammala, Vaununperä                                     |
| 1960 | Kouvola-Valkeala                                        |
| 1961 | Tammela, Valkeaviita                                    |
| 1962 | Orimattila, Luhtikylä                                   |
| 1963 | Kiikala, Johannislund                                   |
| 1964 | Joutseno, Vesikkola                                     |
| 1965 | Petäjävesi, Kintaus                                     |
| 1966 | Padasjoki, Tarusjärvi                                   |
| 1967 | Halikko, Hajala                                         |
| 1968 | Mäntsälä, Kaukalampi                                    |
| 1969 | Vammala, Roismala                                       |
| 1970 | Riihimäki, Paarijoki                                    |
| 1971 | Vehkalahti, Pyhältö                                     |
| 1972 | Paimio, Motelli                                         |
| 1973 | Hämeenlinna, Miemala                                    |
| 1974 | Puumala, Pistohiekka                                    |
| 1975 | Kankaanpää, Niinisalo                                   |
| 1976 | Tammisaari, Spjutsöböle                                 |
| 1977 | Ruokolahti, Virmutjoki                                  |
| 1978 | Kuorevesi, Halli                                        |
| 1979 | Lapua, Simpsiönvuori                                    |
| 1980 | Rovaniemi, Ounasvaara                                   |
| 1981 | Hyvinkää, Kytäjä                                        |
| 1982 | Liperi, Pärnävaara                                      |
| 1983 | Valkeala, Selänpää                                      |
| 1984 | Heinolan mlk, Vierumäki                                 |
| 1985 | Laitilan-Jukola, Laitila, Tulejärvi                     |
| 1986 | Kaanaan-Jukola, Teisko, Kaanaa                          |
| 1987 | Hollolan-Jukola, Hollolan lentokenttä                   |
| 1988 | Isosyöte-Jukola, Pudasjärvi, Iso-Syöte                  |
| 1989 | Raja-Jukola, Joutseno, Myllymäki                        |
| 1990 | Juvan-Jukola, Juva, Koikkala                            |
| 1991 | Kraateri-Jukola, Vimpeli, Lakeaharju                    |
| 1992 | Vehka-Jukola, Virolahti, Ravijoki                       |
| 1993 | Paimion-Jukola, Vista                                   |
| 1994 | Pyhä-Luosto-Jukola, Pelkosenniemi, Luosto-, Pyhätunturi |
| 1995 | Kerava-Sipoo-Jukola, Sipoo kk                           |
| 1996 | Mehtä-Jukola, Rautavaara, Harsukangas                   |
| 1997 | Jyväs-Jukola, Jyväskylä, Killerjärvi                    |
| 1998 | Juhla-Jukola, Siuntio, Svartbäck                        |
| 1999 | Hiisi-Jukola, Eurajoki, Rikantila                       |
| 2000 | Jukola-2000, Liperi, Pärnävaara                         |
| 2001 | Nikkari-Jukola, Jurva, Tainuskylä                       |
| 2002 | Asikkala-Jukola, Asikkala, Vesivehmaa                   |
| 2003 | Jukola 2003, Sulkava kk                                 |
| 2004 | Jämi-Jukola, Jämijärvi, Jämi                            |
| 2005 | Sippu-Jukola, Anjalankoski, Sippola                     |
| 2006 | Salo-Jukola, Salo, Karjaskylä                           |
| 2007 | Virkiä-Jukola, Lapua, Simpsiövuori                      |
| 2008 | Tampere-Jukola, Tampere, Teisko                         |
| 2009 | Mikkeli-Jukola 2009, Mikkeli, Kalevankangas             |
| 2010 | Kytäjä-Jukola 2010, Hyvinkää, Kytäjä                    |
| 2011 | Salpa-Jukola, Virolahti, Harju                          |
| 2012 | Jukolan viesti 2012, Vantaa, Hakunila                   |